# Liste der French-Open-Sieger (Herreneinzel)
Die Liste bildet alle Herren-Einzelfinalisten des Championnat de France de Tennis (1891 bis 1924), dazu die des Championnat de France International de Tennis (1925 bis 1967) und den French Open ab. Rafael Nadal ist mit insgesamt 14 Titeln Rekordsieger des Turniers (2005–2008, 2010–2014, 2017–2020, 2022).

## Bisherige Finals
| Jahr                                                                   | Sieger                          | Finalgegner                     | Ergebnis                        |
| ---------------------------------------------------------------------- | ------------------------------- | ------------------------------- | ------------------------------- |
| Französische Meisterschaften (nur für Mitglieder franz. Tennisvereine) |                                 |                                 |                                 |
| 1891                                                                   | H. Briggs                       | P. Baigneres                    | 6:3, 6:2                        |
| 1892                                                                   | Claude Anet                     | Francis L. Fassitt              | 6:2, 1:6, 6:2                   |
| 1893                                                                   | Laurent Riboulet                | Claude Anet                     | 6:3, 6:3                        |
| 1894                                                                   | André Vacherot                  | Gérard Brosselin                | 1:6, 6:3, 6:3                   |
| 1895                                                                   | André Vacherot                  | Laurent Riboulet                | 9:7, 6:2                        |
| 1896                                                                   | André Vacherot                  | Gérard Brosselin                | 6:1, 7:5                        |
| 1897                                                                   | Paul Aymé                       | Francky Wardan                  | 4:6, 6:4, 6:2                   |
| 1898                                                                   | Paul Aymé                       | Paul Lebreton                   | 5:7, 6:1, 6:2                   |
| 1899                                                                   | Paul Aymé                       | Paul Lebreton                   | 9:7, 3:6, 6:3                   |
| 1900                                                                   | Paul Aymé                       | André Prévost                   | 6:3, 6:0                        |
| 1901                                                                   | André Vacherot                  | Paul Lebreton                   | 2:6, 6:2, 6:2                   |
| 1902                                                                   | Marcel Vacherot                 | Max Décugis                     | 6:4, 6:2                        |
| 1903                                                                   | Max Décugis                     | André Vacherot                  | 6:3, 6:2                        |
| 1904                                                                   | Max Décugis                     | André Vacherot                  | 6:1, 9:7, 6:8, 6:1              |
| 1905                                                                   | Maurice Germot                  | André Vacherot                  |                                 |
| 1906                                                                   | Maurice Germot                  | Max Décugis                     | 5:7, 6:3, 6:4, 1:6, 6:3         |
| 1907                                                                   | Max Décugis                     | Robert Wallet                   |                                 |
| 1908                                                                   | Max Décugis                     | Maurice Germot                  | 6:2, 6:1, 3:6, 10:8             |
| 1909                                                                   | Max Décugis                     | Maurice Germot                  | 3:6, 2:6, 6:4, 6:4, 6:4         |
| 1910                                                                   | Maurice Germot                  | Jean-François Blanchy           | 6:1, 6:3, 4:6, 6:3              |
| 1911                                                                   | André Gobert                    | Maurice Germot                  | 6:1, 8:6, 7:5                   |
| 1912                                                                   | Max Décugis                     | André Gobert                    |                                 |
| 1913                                                                   | Max Décugis                     | Georges Gault                   | 6:1, 6:3, 6:4                   |
| 1914                                                                   | Max Décugis                     | Jean Samazeuilh                 | 3:6, 6:1, 6:4, 6:4              |
| 1915–1919                                                              | ausgefallen (Erster Weltkrieg)  | ausgefallen (Erster Weltkrieg)  | ausgefallen (Erster Weltkrieg)  |
| 1920                                                                   | André Gobert                    | Max Décugis                     | 6:3, 3:6, 1:6, 6:2, 6:3         |
| 1921                                                                   | Jean Samazeuilh                 | André Gobert                    | 6:3, 6:3, 2:6, 7:5              |
| 1922                                                                   | Henri Cochet                    | Jean Samazeuilh                 | 8:6, 6:3, 7:5                   |
| 1923                                                                   | Jean-François Blanchy           | Max Décugis                     | 1:6, 6:2, 6:0, 6:2              |
| 1924                                                                   | Jean Borotra                    | René Lacoste                    | 7:5, 6:4, 0:6, 5:7, 6:2         |
| Internationale Französische Meisterschaften (Amateur-Status)           |                                 |                                 |                                 |
| 1925                                                                   | René Lacoste                    | Jean Borotra                    | 7:5, 6:1, 6:4                   |
| 1926                                                                   | Henri Cochet                    | René Lacoste                    | 6:2, 6:4, 6:3                   |
| 1927                                                                   | René Lacoste                    | Bill Tilden                     | 6:4, 4:6, 5:7, 6:3, 11:9        |
| 1928                                                                   | Henri Cochet                    | René Lacoste                    | 5:7, 6:3, 6:1, 6:3              |
| 1929                                                                   | René Lacoste                    | Jean Borotra                    | 6:3, 2:6, 6:0, 2:6, 8:6         |
| 1930                                                                   | Henri Cochet                    | Bill Tilden                     | 3:6, 8:6, 6:3, 6:1              |
| 1931                                                                   | Jean Borotra                    | Christian Boussus               | 2:6, 6:4, 7:5, 6:4              |
| 1932                                                                   | Henri Cochet                    | Giorgio De Stefani              | 6:0, 6:4, 4:6, 6:3              |
| 1933                                                                   | Jack Crawford                   | Henri Cochet                    | 8:6, 6:1, 6:3                   |
| 1934                                                                   | Gottfried von Cramm             | Jack Crawford                   | 6:4, 7:9, 3:6, 7:5, 6:3         |
| 1935                                                                   | Fred Perry                      | Gottfried von Cramm             | 6:3, 3:6, 6:1, 6:3              |
| 1936                                                                   | Gottfried von Cramm             | Fred Perry                      | 6:0, 2:6, 6:2, 2:6, 6:0         |
| 1937                                                                   | Henner Henkel                   | Henry Austin                    | 6:1, 6:4, 6:3                   |
| 1938                                                                   | Don Budge                       | Roderich Menzel                 | 6:3, 6:2, 6:4                   |
| 1939                                                                   | Don McNeill                     | Bobby Riggs                     | 7:5, 6:0, 6:3                   |
| 1940–1945                                                              | ausgefallen (Zweiter Weltkrieg) | ausgefallen (Zweiter Weltkrieg) | ausgefallen (Zweiter Weltkrieg) |
| 1946                                                                   | Marcel Bernard                  | Jaroslav Drobný                 | 3:6, 2:6, 6:1, 6:4, 6:3         |
| 1947                                                                   | József Asbóth                   | Eric Sturgess                   | 8:6, 7:5, 6:4                   |
| 1948                                                                   | Frank Parker                    | Jaroslav Drobný                 | 6:4, 7:5, 5:7, 8:6              |
| 1949                                                                   | Frank Parker                    | Budge Patty                     | 6:3, 1:6, 6:1, 6:4              |
| 1950                                                                   | Budge Patty                     | Jaroslav Drobný                 | 6:1, 6:2, 3:6, 5:7, 7:5         |
| 1951                                                                   | Jaroslav Drobný                 | Eric Sturgess                   | 6:3, 6:3, 6:3                   |
| 1952                                                                   | Jaroslav Drobný                 | Frank Sedgman                   | 6:2, 6:0, 3:6, 6:4              |
| 1953                                                                   | Ken Rosewall                    | Vic Seixas                      | 6:3, 6:4, 1:6, 6:2              |
| 1954                                                                   | Tony Trabert                    | Arthur Larsen                   | 6:4, 7:5, 6:1                   |
| 1955                                                                   | Tony Trabert                    | Sven Davidson                   | 2:6, 6:1, 6:4, 6:2              |
| 1956                                                                   | Lew Hoad                        | Sven Davidson                   | 6:4, 8:6, 6:3                   |
| 1957                                                                   | Sven Davidson                   | Herbert Flam                    | 6:3, 6:4, 6:4                   |
| 1958                                                                   | Mervyn Rose                     | Luis Ayala                      | 6:3, 6:4, 6:4                   |
| 1959                                                                   | Nicola Pietrangeli              | Ian Vermaak                     | 3:6, 6:3, 6:4, 6:1              |
| 1960                                                                   | Nicola Pietrangeli              | Luis Ayala                      | 3:6, 6:3, 6:4, 4:6, 6:3         |
| 1961                                                                   | Manuel Santana                  | Nicola Pietrangeli              | 4:6, 6:1, 3:6, 6:0, 6:2         |
| 1962                                                                   | Rod Laver                       | Roy Emerson                     | 3:6, 2:6, 6:3, 9:7, 6:2         |
| 1963                                                                   | Roy Emerson                     | Pierre Darmon                   | 3:6, 6:1, 6:4, 6:4              |
| 1964                                                                   | Manuel Santana                  | Nicola Pietrangeli              | 6:3, 6:1, 4:6, 7:5              |
| 1965                                                                   | Fred Stolle                     | Tony Roche                      | 3:6, 6:0, 6:2, 6:3              |
| 1966                                                                   | Tony Roche                      | István Gulyás                   | 6:1, 6:4, 7:5                   |
| 1967                                                                   | Roy Emerson                     | Tony Roche                      | 6:1, 6:4, 2:6, 6:2              |
| Beginn der Open Era                                                    |                                 |                                 |                                 |
| 1968                                                                   | Ken Rosewall                    | Rod Laver                       | 6:3, 6:1, 2:6, 6:2              |
| 1969                                                                   | Rod Laver                       | Ken Rosewall                    | 6:4, 6:3, 6:4                   |
| 1970                                                                   | Jan Kodeš                       | Željko Franulović               | 6:2, 6:4, 6:0                   |
| 1971                                                                   | Jan Kodeš                       | Ilie Năstase                    | 8:6, 6:2, 2:6, 7:5              |
| 1972                                                                   | Andrés Gimeno                   | Patrick Proisy                  | 4:6, 6:3, 6:1, 6:1              |
| 1973                                                                   | Ilie Năstase                    | Niki Pilić                      | 6:3, 6:3, 6:0                   |
| 1974                                                                   | Björn Borg                      | Manuel Orantes                  | 2:6, 6:74, 6:0, 6:1, 6:1        |
| 1975                                                                   | Björn Borg                      | Guillermo Vilas                 | 6:2, 6:3, 6:4                   |
| 1976                                                                   | Adriano Panatta                 | Harold Solomon                  | 6:1, 6:4, 4:6, 7:64             |
| 1977                                                                   | Guillermo Vilas                 | Brian Gottfried                 | 6:0, 6:3, 6:0                   |
| 1978                                                                   | Björn Borg                      | Guillermo Vilas                 | 6:1, 6:1, 6:3                   |
| 1979                                                                   | Björn Borg                      | Víctor Pecci                    | 6:3, 6:1, 6:76, 6:4             |
| 1980                                                                   | Björn Borg                      | Vitas Gerulaitis                | 6:4, 6:1, 6:2                   |
| 1981                                                                   | Björn Borg                      | Ivan Lendl                      | 6:1, 4:6, 6:2, 3:6, 6:1         |
| 1982                                                                   | Mats Wilander                   | Guillermo Vilas                 | 1:6, 7:66, 6:0, 6:4             |
| 1983                                                                   | Yannick Noah                    | Mats Wilander                   | 6:2, 7:5, 7:63                  |
| 1984                                                                   | Ivan Lendl                      | John McEnroe                    | 3:6, 2:6, 6:4, 7:5, 7:5         |
| 1985                                                                   | Mats Wilander                   | Ivan Lendl                      | 3:6, 6:4, 6:2, 6:2              |
| 1986                                                                   | Ivan Lendl                      | Mikael Pernfors                 | 6:3, 6:2, 6:4                   |
| 1987                                                                   | Ivan Lendl                      | Mats Wilander                   | 7:5, 6:2, 3:6, 7:63             |
| 1988                                                                   | Mats Wilander                   | Henri Leconte                   | 7:5, 6:2, 6:1                   |
| 1989                                                                   | Michael Chang                   | Stefan Edberg                   | 6:1, 3:6, 4:6, 6:4, 6:2         |
| 1990                                                                   | Andrés Gómez                    | Andre Agassi                    | 6:3, 2:6, 6:4, 6:4              |
| 1991                                                                   | Jim Courier                     | Andre Agassi                    | 3:6, 6:4, 2:6, 6:1, 6:4         |
| 1992                                                                   | Jim Courier                     | Petr Korda                      | 7:5, 6:2, 6:1                   |
| 1993                                                                   | Sergi Bruguera                  | Jim Courier                     | 6:4, 2:6, 6:2, 3:6, 6:3         |
| 1994                                                                   | Sergi Bruguera                  | Alberto Berasategui             | 6:3, 7:5, 2:6, 6:1              |
| 1995                                                                   | Thomas Muster                   | Michael Chang                   | 7:5, 6:2, 6:4                   |
| 1996                                                                   | Jewgeni Kafelnikow              | Michael Stich                   | 7:64, 7:5, 7:64                 |
| 1997                                                                   | Gustavo Kuerten                 | Sergi Bruguera                  | 6:3, 6:4, 6:2                   |
| 1998                                                                   | Carlos Moyá                     | Àlex Corretja                   | 6:3, 7:5, 6:3                   |
| 1999                                                                   | Andre Agassi                    | Andrij Medwedjew                | 1:6, 2:6, 6:4, 6:3, 6:4         |
| 2000                                                                   | Gustavo Kuerten                 | Magnus Norman                   | 6:2, 6:3, 2:6, 7:66             |
| 2001                                                                   | Gustavo Kuerten                 | Àlex Corretja                   | 6:73, 7:5, 6:2, 6:0             |
| 2002                                                                   | Albert Costa                    | Juan Carlos Ferrero             | 6:1, 6:0, 4:6, 6:3              |
| 2003                                                                   | Juan Carlos Ferrero             | Martin Verkerk                  | 6:1, 6:3, 6:2                   |
| 2004                                                                   | Gastón Gaudio                   | Guillermo Coria                 | 0:6, 3:6, 6:4, 6:1, 8:6         |
| 2005                                                                   | Rafael Nadal                    | Mariano Puerta                  | 6:76, 6:3, 6:1, 7:5             |
| 2006                                                                   | Rafael Nadal                    | Roger Federer                   | 1:6, 6:1, 6:4, 7:64             |
| 2007                                                                   | Rafael Nadal                    | Roger Federer                   | 6:3, 4:6, 6:3, 6:4              |
| 2008                                                                   | Rafael Nadal                    | Roger Federer                   | 6:1, 6:3, 6:0                   |
| 2009                                                                   | Roger Federer                   | Robin Söderling                 | 6:1, 7:61, 6:4                  |
| 2010                                                                   | Rafael Nadal                    | Robin Söderling                 | 6:4, 6:2, 6:4                   |
| 2011                                                                   | Rafael Nadal                    | Roger Federer                   | 7:5, 7:63, 5:7, 6:1             |
| 2012                                                                   | Rafael Nadal                    | Novak Đoković                   | 6:4, 6:3, 2:6, 7:5              |
| 2013                                                                   | Rafael Nadal                    | David Ferrer                    | 6:3, 6:2, 6:3                   |
| 2014                                                                   | Rafael Nadal                    | Novak Đoković                   | 3:6, 7:5, 6:2, 6:4              |
| 2015                                                                   | Stan Wawrinka                   | Novak Đoković                   | 4:6, 6:4, 6:3, 6:4              |
| 2016                                                                   | Novak Đoković                   | Andy Murray                     | 3:6, 6:1, 6:2, 6:4              |
| 2017                                                                   | Rafael Nadal                    | Stan Wawrinka                   | 6:2, 6:3, 6:1                   |
| 2018                                                                   | Rafael Nadal                    | Dominic Thiem                   | 6:4, 6:3, 6:2                   |
| 2019                                                                   | Rafael Nadal                    | Dominic Thiem                   | 6:3, 5:7, 6:1, 6:1              |
| 2020                                                                   | Rafael Nadal                    | Novak Đoković                   | 6:0, 6:2, 7:5                   |
| 2021                                                                   | Novak Đoković                   | Stefanos Tsitsipas              | 6:76, 2:6, 6:3, 6:2, 6:4        |
| 2022                                                                   | Rafael Nadal                    | Casper Ruud                     | 6:3, 6:3, 6:0                   |
| 2023                                                                   | Novak Đoković                   | Casper Ruud                     | 7:61, 6:3, 7:5                  |
| 2024                                                                   | Carlos Alcaraz                  | Alexander Zverev                | 6:3, 2:6, 5:7, 6:1, 6:2         |
| 2025                                                                   | Carlos Alcaraz                  | Jannik Sinner                   | 4:6, 6:74, 6:4, 7:63, 7:62      |

## Sieger mit mindestens drei Titeln (ab 1925)
| Sieger          | Anzahl Siege | Jahre                                 |
| --------------- | ------------ | ------------------------------------- |
| Rafael Nadal    | 14           | 2005–2008, 2010–2014, 2017–2020, 2022 |
| Björn Borg      | 6            | 1974, 1975, 1978, 1979, 1980, 1981    |
| Henri Cochet    | 4            | 1926, 1928, 1930, 1932                |
| René Lacoste    | 3            | 1925, 1927, 1929                      |
| Ivan Lendl      | 3            | 1984, 1986, 1987                      |
| Mats Wilander   | 3            | 1982, 1985, 1988                      |
| Gustavo Kuerten | 3            | 1997, 2000, 2001                      |
| Novak Đoković   | 3            | 2016, 2021, 2023                      |

## Nationenwertung (ab 1925)
| Nation             | Anzahl | Spieler |
| ------------------ | ------ | ------- |
| Spanien            | 24     | 8       |
| Australien         | 11     | 8       |
| Vereinigte Staaten | 11     | 8       |
| Frankreich         | 10     | 5       |
| Schweden           | 10     | 3       |
| Tschechien         | 5      | 2       |
| Deutschland        | 3      | 2       |
| Italien            | 3      | 2       |
| Brasilien          | 3      | 1       |
| Serbien            | 3      | 1       |
| Ägypten            | 2      | 1       |
| Argentinien        | 2      | 2       |
| Schweiz            | 2      | 2       |
| Großbritannien     | 1      | 1       |
| Ungarn             | 1      | 1       |
| Rumänien           | 1      | 1       |
| Ecuador            | 1      | 1       |
| Österreich         | 1      | 1       |
| Russland           | 1      | 1       |